# 斯維塔濟夫
50°31′2″N 24°20′23″E / 50.51722°N 24.33972°E
斯維塔濟夫（烏克蘭語：Свитазів），是烏克蘭西部的村莊，隸屬利維夫州的舍普季茨基區。該村面積1.37平方公里，海拔高度194米，2001年人口820，人口密度每平方公里596.8人。